# 法尔法新堡
法尔法新堡（義大利語：Castelnuovo di Farfa）是意大利列蒂省的一个市镇。总面积9.03平方公里，人口1053人，人口密度116.6人/平方公里（2009年）。ISTAT代码为057014。